# Repêchage d'entrée dans la LNH 1995
1994 1996
Le repêchage d'entrée dans la Ligue nationale de hockey 1995 a lieu dans le Rexall Place à Edmonton dans l'Alberta (Canada).

## Sélections par tour[1],[2],[3]
Les sigles suivants seront utilisés dans les tableaux pour parler des ligues mineures:
- OHL : Ligue de hockey de l'Ontario.
- LHJMQ : Ligue de hockey junior majeur du Québec.
- NCAA : National Collegiate Athletic Association
- WHL : Ligue de hockey de l'ouest
- Extraliga : Championnat de République tchèque de hockey sur glace
- SM-liiga : Championnat de Finlande de hockey sur glace
- Elitserien :Championnat de Suède de hockey sur glace
- Superliga :Championnat de Russie de hockey sur glace
- DEL : Deutsche Eishockey-Liga, championnat d'Allemagne de hockey sur glace

### 1ertour
| Rang | Joueur                 | Nationalité        | Équipe LNH             | Repêché de                          |
| ---- | ---------------------- | ------------------ | ---------------------- | ----------------------------------- |
| 1    | Bryan Berard           | États-Unis         | Sénateurs d'Ottawa     | Red Wings Junior de Détroit (OHL)   |
| 2    | Wade Redden            | Canada             | Islanders de New York  | Wheat Kings de Brandon (WHL)        |
| 3    | Aki-Petteri Berg       | Finlande           | Kings de Los Angeles   | TPS Jrs (SM-liiga)                  |
| 4    | Chad Kilger            | Canada             | Mighty Ducks d'Anaheim | Frontenacs de Kingston (OHL)        |
| 5    | Daymond Langkow        | Canada             | Lightning de Tampa Bay | Americans de Tri-City (WHL)         |
| 6    | Steve Kelly            | Canada             | Oilers d'Edmonton      | Raiders de Prince Albert (WHL)      |
| 7    | Shane Doan             | Canada             | Jets de Winnipeg       | Blazers de Kamloops (WHL)           |
| 8    | Terry Ryan             | Canada             | Canadiens de Montréal  | Americans de Tri-City (WHL)         |
| 9    | Kyle McLaren           | Canada             | Bruins de Boston       | Rockets de Tacoma (WHL)             |
| 10   | Radek Dvořák           | République tchèque | Panthers de la Floride | HC České Budějovice (Extraliga)     |
| 11   | Jarome Iginla          | Canada             | Stars de Dallas        | Blazers de Kamloops (WHL)           |
| 12   | Teemu Riihijärvi       | Finlande           | Sharks de San José     | K-Espoo Jrs. (SM-liiga)             |
| 13   | Jean-Sébastien Giguère | Canada             | Whalers de Hartford    | Mooseheads d'Halifax (LHJMQ)        |
| 14   | Jay McKee              | Canada             | Sabres de Buffalo      | Otters d'Érié (OHL)                 |
| 15   | Jeff Ware              | Canada             | Maple Leafs de Toronto | Generals d'Oshawa (OHL)             |
| 16   | Martin Biron           | Canada             | Sabres de Buffalo      | Harfangs de Beauport (LHJMQ)        |
| 17   | Brad Church            | Canada             | Capitals de Washington | Raiders de Prince Albert (WHL)      |
| 18   | Peter Sýkora           | République tchèque | Devils du New Jersey   | Vipers de Détroit (IHL)             |
| 19   | Dmitri Nabokov         | Russie             | Blackhawks de Chicago  | Krylia Sovetov (Superliga)          |
| 20   | Denis Gauthier         | Canada             | Flames de Calgary      | Voltigeurs de Drummondville (LHJMQ) |
| 21   | Sean Brown             | Canada             | Bruins de Boston       | Bulls de Belleville (OHL)           |
| 22   | Brian Boucher          | États-Unis         | Flyers de Philadelphie | Americans de Tri-City (WHL)         |
| 23   | Miika Elomo            | Finlande           | Capitals de Washington | Kiekko-67 Turku (Mestis)            |
| 24   | Alekseï Morozov        | Russie             | Penguins de Pittsburgh | Krylia Sovetov (Superliga)          |
| 25   | Marc Denis             | Canada             | Avalanche du Colorado  | Saguenéens de Chicoutimi (LHJMQ)    |
| 26   | Maksim Kouznetsov      | Russie             | Red Wings de Détroit   | HK Dinamo Moscou (Superliga)        |

### 2etour
| Rang | Joueur             | Nationalité        | Équipe LNH             | Repêché de                              |
| ---- | ------------------ | ------------------ | ---------------------- | --------------------------------------- |
| 27   | Marc Moro          | Canada             | Sénateurs d'Ottawa     | Frontenacs de Kingston (OHL)            |
| 28   | Jan Hlaváč         | République tchèque | Islanders de New York  | HC Sparta Prague (Extraliga)            |
| 29   | Brian Wesenberg    | Canada             | Mighty Ducks d'Anaheim | Storm de Guelph (OHL)                   |
| 30   | Mike McBain        | Canada             | Lightning de Tampa Bay | Rebels de Red Deer (WHL)                |
| 31   | Georges Laraque    | Canada             | Oilers d'Edmonton      | Lynx de Saint-Jean (LHJMQ)              |
| 32   | Marc Chouinard     | Canada             | Jets de Winnipeg       | Harfangs de Beauport (LHJMQ)            |
| 33   | Donald MacLean     | Canada             | Kings de Los Angeles   | Harfangs de Beauport (LHJMQ)            |
| 34   | Jason Doig         | Canada             | Jets de Winnipeg       | Titan Collège-Français de Laval (LHJMQ) |
| 35   | Sergueï Fedotov    | Russie             | Whalers de Hartford    | HK Dinamo Moscou (Superliga)            |
| 36   | Aaron MacDonald    | Canada             | Panthers de la Floride | Broncos de Swift Current (WHL)          |
| 37   | Patrick Côté       | Canada             | Stars de Dallas        | Harfangs de Beauport (LHJMQ)            |
| 38   | Peter Roed         | États-Unis         | Sharks de San José     | White Bear Lake H.S. (Minn.)            |
| 39   | Christian Dubé     | Canada             | Rangers de New York    | Faucons de Sherbrooke (LHJMQ)           |
| 40   | Chris McAllister   | Canada             | Canucks de Vancouver   | Blades de Saskatoon (WHL)               |
| 41   | D.J. Smith         | Canada             | Islanders de New York  | Spitfires de Windsor (OHL)              |
| 42   | Mark Dutiaume      | Canada             | Sabres de Buffalo      | Wheat Kings de Brandon (WHL)            |
| 43   | Dwayne Hay         | Canada             | Capitals de Washington | Storm de Guelph (OHL)                   |
| 44   | Nathan Perrott     | Canada             | Devils du New Jersey   | Generals d'Oshawa (OHL)                 |
| 45   | Christian Laflamme | Canada             | Blackhawks de Chicago  | Harfangs de Beauport (LHJMQ)            |
| 46   | Pavel Smirnov      | Russie             | Flames de Calgary      | Molot Prikamie Perm (Superliga)         |
| 47   | Paxton Schafer     | Canada             | Bruins de Boston       | Tigers de Medicine Hat (WHL)            |
| 48   | Shane Kenny        | Canada             | Flyers de Philadelphie | Attack d'Owen Sound (OHL)               |
| 49   | Jochen Hecht       | Allemagne          | Blues de Saint-Louis   | Adler Mannheim (DEL)                    |
| 50   | Pavel Rosa         | République tchèque | Kings de Los Angeles   | Litvinov Jr. (Extraliga)                |
| 51   | Nic Beaudoin       | Canada             | Avalanche du Colorado  | Red Wings Junior de Détroit (OHL)       |
| 52   | Philippe Audet     | Canada             | Red Wings de Détroit   | Bisons de Granby (LHJMQ)                |

### 3etour
| Rang | Joueur                | Nationalité        | Équipe LNH             | Repêché de                          |
| ---- | --------------------- | ------------------ | ---------------------- | ----------------------------------- |
| 53   | Brad Larsen           | Canada             | Sénateurs d'Ottawa     | Broncos de Swift Current (WHL)      |
| 54   | Ryan Pepperall        | Canada             | Maple Leafs de Toronto | Rangers de Kitchener (OHL)          |
| 55   | Mike LeClerc          | Canada             | Mighty Ducks d'Anaheim | Wheat Kings de Brandon (WHL)        |
| 56   | Shane Willis          | Canada             | Lightning de Tampa Bay | Raiders de Prince Albert (WHL)      |
| 57   | Lukas Zib             | République tchèque | Oilers d'Edmonton      | HC České Budějovice (Extraliga)     |
| 58   | Darryl Laplante       | Canada             | Red Wings de Détroit   | Warriors de Moose Jaw (WHL)         |
| 59   | Vladimir Tsyplakov    | Russie             | Kings de Los Angeles   | Komets de Fort Wayne (IHL)          |
| 60   | Miloslav Gureň        | République tchèque | Canadiens de Montréal  | HC Zlín (Extraliga)                 |
| 61   | Larry Courville       | Canada             | Canucks de Vancouver   | Generals d'Oshawa (OHL)             |
| 62   | Mike O'Grady          | Canada             | Panthers de la Floride | Hurricanes de Lethbridge (WHL)      |
| 63   | Petr Buzek            | République tchèque | Stars de Dallas        | HC Dukla Jihlava (Extraliga)        |
| 64   | Marko Makinen         | Finlande           | Sharks de San José     | TPS Jrs. (SM-liiga)                 |
| 65   | Mike Martin           | Canada             | Rangers de New York    | Spitfires de Windsor (OHL)          |
| 66   | Peter Schaefer        | Canada             | Canucks de Vancouver   | Wheat Kings de Brandon (WHL)        |
| 67   | Brad Isbister         | Canada             | Jets de Winnipeg       | Winter Hawks de Portland (WHL)      |
| 68   | Mathieu Sunderland    | Canada             | Sabres de Buffalo      | Voltigeurs de Drummondville (LHJMQ) |
| 69   | Sergueï Goussev       | Russie             | Stars de Dallas        | CSK VVS Samara (Superliga)          |
| 70   | Sergueï Vychedkevitch | Russie             | Devils du New Jersey   | HK Dinamo Moscou (Superliga)        |
| 71   | Kevin McKay           | Canada             | Blackhawks de Chicago  | Warriors de Moose Jaw (WHL)         |
| 72   | Rocky Thompson        | Canada             | Flames de Calgary      | Tigers de Medicine Hat (WHL)        |
| 73   | Bill McCauley         | États-Unis         | Bruins de Boston       | Red Wings Junior de Détroit (OHL)   |
| 74   | Martin Hohenberger    | Autriche           | Canadiens de Montréal  | Cougars de Prince George (WHL)      |
| 75   | Scott Roche           | Canada             | Blues de Saint-Louis   | Centennials de North Bay (OHL)      |
| 76   | Jean-Sébastien Aubin  | Canada             | Penguins de Pittsburgh | Faucons de Sherbrooke (LHJMQ)       |
| 77   | John Tripp            | Canada             | Avalanche du Colorado  | Generals d'Oshawa (OHL)             |
| 78   | David Gosselin        | Canada             | Devils du New Jersey   | Faucons de Sherbrooke (LHJMQ)       |

### 4etour
| Rang | Joueur                | Nationalité        | Équipe LNH             | Repêché de                              |
| ---- | --------------------- | ------------------ | ---------------------- | --------------------------------------- |
| 79   | Alyn McCauley         | Canada             | Devils du New Jersey   | 67 d'Ottawa (OHL)                       |
| 80   | Dave Duerden          | Canada             | Panthers de la Floride | Petes de Peterborough (OHL)             |
| 81   | Tomi Kallio           | Finlande           | Avalanche du Colorado  | Kiekko-67 Turku (SM-liiga)              |
| 82   | Chris Van Dyk         | Canada             | Blackhawks de Chicago  | Spitfires de Windsor (OHL)              |
| 83   | Mike Minard           | Canada             | Oilers d'Edmonton      | Chiefs de Chilliwack (BCJHL)            |
| 84   | Justin Kurtz          | Canada             | Jets de Winnipeg       | Wheat Kings de Brandon (WHL)            |
| 85   | Ian MacNeil           | Canada             | Whalers de Hartford    | Generals d'Oshawa (OHL)                 |
| 86   | Jonathan Delisle      | Canada             | Canadiens de Montréal  | Olympiques de Hull (LHJMQ)              |
| 87   | Sami Kapanen          | Finlande           | Whalers de Hartford    | HIFK (SM-liiga)                         |
| 88   | Daniel Tjärnqvist     | Suède              | Panthers de la Floride | Rögle BK (Elitserien)                   |
| 89   | Kevin Bolibruck       | Canada             | Sénateurs d'Ottawa     | Petes de Peterborough (OHL)             |
| 90   | Vesa Toskala          | Finlande           | Sharks de San José     | Ilves Tampere Jrs. (SM-liiga)           |
| 91   | Marc Savard           | Canada             | Rangers de New York    | Generals d'Oshawa (OHL)                 |
| 92   | Lloyd Shaw            | Canada             | Canucks de Vancouver   | Thunderbirds de Seattle (WHL)           |
| 93   | Sébastien Charpentier | Canada             | Capitals de Washington | Titan Collège-Français de Laval (LHJMQ) |
| 94   | Matt Davidson         | Canada             | Sabres de Buffalo      | Winter Hawks de Portland (WHL)          |
| 95   | Joël Thériault        | Canada             | Capitals de Washington | Harfangs de Beauport (LHJMQ)            |
| 96   | Henrik Rehnberg       | Suède              | Devils du New Jersey   | Färjestads BK Jrs. (Elitserien)         |
| 97   | Pavel Kriz            | République tchèque | Blackhawks de Chicago  | Americans de Tri-City (WHL)             |
| 98   | Jan Labraaten         | Suède              | Flames de Calgary      | Farjestad Jrs. (Elitserien)             |
| 99   | Cameron Mann          | Canada             | Bruins de Boston       | Petes de Peterborough (OHL)             |
| 100  | Radovan Somík         | Slovaquie          | Flyers de Philadelphie | MHC Martin (Slovaquie)                  |
| 101  | Michal Handzuš        | Slovaquie          | Blues de Saint-Louis   | HC Banská Bystrica (Slovaquie)          |
| 102  | Oleg Belov            | Russie             | Penguins de Pittsburgh | HK CSKA Moscou (Superliga)              |
| 103  | Kevin Boyd            | Canada             | Sénateurs d'Ottawa     | Knights de London (OHL)                 |
| 104  | Anatoli Oustiougov    | Russie             | Red Wings de Détroit   | Torpedo Iaroslavl (Superliga)           |

### 5etour
| Rang | Joueur                 | Nationalité        | Équipe LNH             | Repêché de                              |
| ---- | ---------------------- | ------------------ | ---------------------- | --------------------------------------- |
| 105  | Benoît Gratton         | Canada             | Capitals de Washington | Titan Collège-Français de Laval (LHJMQ) |
| 106  | Vladimir Orszagh       | Slovaquie          | Islanders de New York  | Banska Bystrica (Slovakia)              |
| 107  | Igor Nikouline         | Russie             | Mighty Ducks d'Anaheim | Severstal Tcherepovets (Superliga)      |
| 108  | Konstantin Golokhvasto | Ukraine            | Lightning de Tampa Bay | HK Dinamo Moscou (Superliga)            |
| 109  | Jan Snopek             | République tchèque | Oilers d'Edmonton      | Generals d'Oshawa (OHL)                 |
| 110  | Alekseï Vassiliev      | Russie             | Rangers de New York    | Torpedo Iaroslavl (Superliga)           |
| 111  | Marian Menhart         | République tchèque | Sabres de Buffalo      | Litvinov Jr. (Extraliga)                |
| 112  | Niklas Anger           | Suède              | Canadiens de Montréal  | Djurgården Jrs. (Elitserien)            |
| 113  | Hugh Hamilton          | Canada             | Whalers de Hartford    | Chiefs de Spokane (WHL)                 |
| 114  | François Cloutier      | Canada             | Panthers de la Floride | Olympiques de Hull (LHJMQ)              |
| 115  | Wade Strand            | Canada             | Stars de Dallas        | Pats de Regina (WHL)                    |
| 116  | Miikka Kiprusoff       | Finlande           | Sharks de San José     | TPS Jrs. (SM-liiga)                     |
| 117  | Dale Purinton          | États-Unis         | Rangers de New York    | Rockets de Tacoma (WHL)                 |
| 118  | Jason Morgan           | Canada             | Kings de Los Angeles   | Frontenacs de Kingston (OHL)            |
| 119  | Kevin Popp             | Canada             | Sabres de Buffalo      | Thunderbirds de Seattle (WHL)           |
| 120  | Todd Norman            | Canada             | Canucks de Vancouver   | Storm de Guelph (OHL)                   |
| 121  | Brian Elder            | Canada             | Jets de Winnipeg       | Wheat Kings de Brandon (WHL)            |
| 122  | Chris Mason            | Canada             | Devils du New Jersey   | Cougars de Prince George (WHL)          |
| 123  | Daniel Bienvenue       | Canada             | Sabres de Buffalo      | Foreurs de Val-d'Or (LHJMQ)             |
| 124  | Joel Cort              | Canada             | Capitals de Washington | Storm de Guelph (OHL)                   |
| 125  | Chad Wilchynski        | Canada             | Red Wings de Détroit   | Pats de Regina (WHL)                    |
| 126  | Dave Arsenault         | Canada             | Red Wings de Détroit   | Voltigeurs de Drummondville (LHJMQ)     |
| 127  | Jeffrey Ambrosio       | Canada             | Blues de Saint-Louis   | Bulls de Belleville (OHL)               |
| 128  | Jan Hrdina             | République tchèque | Penguins de Pittsburgh | Thunderbirds de Seattle (WHL)           |
| 129  | Brent Johnson          | États-Unis         | Avalanche du Colorado  | Attack d'Owen Sound (OHL)               |
| 130  | Michal Broš            | République tchèque | Sharks de San José     | HC Olomouc (Extraliga)                  |

### 6etour
| Rang | Joueur              | Nationalité        | Équipe LNH             | Repêché de                              |
| ---- | ------------------- | ------------------ | ---------------------- | --------------------------------------- |
| 131  | David Hruska        | République tchèque | Sénateurs d'Ottawa     | Sokolov (Extraliga)                     |
| 132  | Dmitri Tertychny    | Russie             | Flyers de Philadelphie | Traktor Tcheliabinsk (Superliga)        |
| 133  | Peter Leboutillier  | Canada             | Mighty Ducks d'Anaheim | Rebels de Red Deer (WHL)                |
| 134  | Edouard Perchine    | Russie             | Lightning de Tampa Bay | HK Dinamo Moscou (Superliga)            |
| 135  | Jamie Sokolsky      | Canada             | Flyers de Philadelphie | Bulls de Belleville (OHL)               |
| 136  | Sylvain Daigle      | Canada             | Jets de Winnipeg       | Cataractes de Shawinigan (LHJMQ)        |
| 137  | Igor Meliakov       | Russie             | Kings de Los Angeles   | Torpedo Iaroslavl (Superliga)           |
| 138  | Boyd Olson          | Canada             | Canadiens de Montréal  | Americans de Tri-City (WHL)             |
| 139  | Doug Bonner         | États-Unis         | Maple Leafs de Toronto | Thunderbirds de Seattle (WHL)           |
| 140  | Timo Hakanen        | Finlande           | Sharks de San José     | Assat Jrs. (SM-liiga)                   |
| 141  | Dominic Marleau     | Canada             | Stars de Dallas        | Tigres de Victoriaville (LHJMQ)         |
| 142  | Jaroslav Kudrna     | République tchèque | Sharks de San José     | Penticton (BCJHL)                       |
| 143  | Peter Slamiar       | Slovaquie          | Rangers de New York    | Zvolen Jrs. (Slovakia)                  |
| 144  | Brent Sopel         | Canada             | Canucks de Vancouver   | Broncos de Swift Current (WHL)          |
| 145  | Yannick Tremblay    | Canada             | Maple Leafs de Toronto | Harfangs de Beauport (LHJMQ)            |
| 146  | Marc Magliarditi    | États-Unis         | Blackhawks de Chicago  | Buccaneer de Des-Moines (USHL)          |
| 147  | Frédérick Jobin     | Canada             | Capitals de Washington | Titan Collège-Français de Laval (LHJMQ) |
| 148  | Adam Young          | Canada             | Devils du New Jersey   | Spitfires de Windsor (OHL)              |
| 149  | Marty Wilford       | Canada             | Blackhawks de Chicago  | Generals d'Oshawa (OHL)                 |
| 150  | Clarke Wilm         | Canada             | Flames de Calgary      | Blades de Saskatoon (WHL)               |
| 151  | Ievgueni Chaldybine | Russie             | Bruins de Boston       | Torpedo Iaroslavl (Superliga)           |
| 152  | Martin Spanhel      | République tchèque | Flyers de Philadelphie | ZPS Zlín Jrs. (Extraliga)               |
| 153  | Denis Hamel         | Canada             | Blues de Saint-Louis   | Saguenéens de Chicoutimi (LHJMQ)        |
| 154  | Alekseï Kolkounov   | Russie             | Penguins de Pittsburgh | Krylia Sovetov (Superliga)              |
| 155  | John Cirjak         | Canada             | Avalanche du Colorado  | Chiefs de Spokane (WHL)                 |
| 156  | Tyler Perry         | Canada             | Red Wings de Détroit   | Thunderbirds de Seattle (WHL)           |

### 7etour
| Rang | Joueur                | Nationalité        | Équipe LNH             | Repêché de                                   |
| ---- | --------------------- | ------------------ | ---------------------- | -------------------------------------------- |
| 157  | Benoit Larose         | Canada             | Kings de Los Angeles   | Faucons de Sherbrooke (LHJMQ)                |
| 158  | Andrew Taylor         | Canada             | Islanders de New York  | Red Wings Junior de Détroit (OHL)            |
| 159  | Mike LaPlante         | Canada             | Mighty Ducks d'Anaheim | Royals de Calgary (AJHL)                     |
| 160  | Cory Murphy           | Canada             | Lightning de Tampa Bay | Greyhounds de Sault Ste. Marie (OHL)         |
| 161  | Martin Cerven         | Slovaquie          | Oilers d'Edmonton      | Dukla Trencin (Slovak)                       |
| 162  | Paul Traynor          | Canada             | Jets de Winnipeg       | Rangers de Kitchener (OHL)                   |
| 163  | Juha Vuorivirta       | Finlande           | Kings de Los Angeles   | Tappara Tampere (SM-liiga)                   |
| 164  | Stéphane Robidas      | Canada             | Canadiens de Montréal  | Cataractes de Shawinigan (LHJMQ)             |
| 165  | Byron Ritchie         | Canada             | Whalers de Hartford    | Hurricanes de Lethbridge (WHL)               |
| 166  | Peter Worrell         | Canada             | Panthers de la Floride | Olympiques de Hull (LHJMQ)                   |
| 167  | Brad Mehalko          | Canada             | Sharks de San José     | Hurricanes de Lethbridge (WHL)               |
| 168  | Robert Jindrich       | République tchèque | Sharks de San José     | Plzen HC (Extraliga)                         |
| 169  | Jeff Heil             | États-Unis         | Rangers de New York    | Badgers du Wisconsin (NCAA)                  |
| 170  | Stewart Bodtker       | Canada             | Canucks de Vancouver   | Tigers de Colorado College (NCAA)            |
| 171  | Marek Melenovsky      | République tchèque | Maple Leafs de Toronto | Dukla Jihlava Jrs. (Extraliga)               |
| 172  | Brian Scott           | Canada             | Sabres de Buffalo      | Rangers de Kitchener (OHL)                   |
| 173  | Jeff Dewar            | Canada             | Stars de Dallas        | Warriors de Moose Jaw (WHL)                  |
| 174  | Richard Rochefort     | Canada             | Devils du New Jersey   | Wolves de Sudbury (OHL)                      |
| 175  | Steve Tardif          | Canada             | Blackhawks de Chicago  | Voltigeurs de Drummondville (LHJMQ)          |
| 176  | Ryan Gillis           | Canada             | Flames de Calgary      | Centennials de North Bay (OHL)               |
| 177  | Per Johan Axelsson    | Suède              | Bruins de Boston       | Vastra Frolunda HC Goteborg (Elitserien)     |
| 178  | Martin Streit         | République tchèque | Flyers de Philadelphie | HC Olomouc (Extraliga)                       |
| 179  | Jean-Luc Grand-Pierre | Canada             | Blues de Saint-Louis   | Foreurs de Val-d'Or (LHJMQ)                  |
| 180  | Derrick Pyke          | Canada             | Penguins de Pittsburgh | Mooseheads d'Halifax (LHJMQ)                 |
| 181  | Dan Smith             | Canada             | Avalanche du Colorado  | Université de la Colombie-Britannique (CIAU) |
| 182  | Per Eklund            | Suède              | Red Wings de Détroit   | Djurgardens IF Stockholm (Elitserien)        |

### 8etour
| Rang | Joueur              | Nationalité        | Équipe LNH             | Repêché de                            |
| ---- | ------------------- | ------------------ | ---------------------- | ------------------------------------- |
| 183  | Kaj Linna           | Finlande           | Sénateurs d'Ottawa     | Terriers de Boston (NCAA)             |
| 184  | Ray Schultz         | Canada             | Sénateurs d'Ottawa     | Americans de Tri-City (WHL)           |
| 185  | Igor Karpenko       | Ukraine            | Mighty Ducks d'Anaheim | Kiev (Ukraine)                        |
| 186  | Joe Cardarelli      | Canada             | Lightning de Tampa Bay | Chiefs de Spokane (WHL)               |
| 187  | Stephen Douglas     | Canada             | Oilers d'Edmonton      | Otters d'Érié (OHL)                   |
| 188  | Jaroslav Obšut      | Slovaquie          | Jets de Winnipeg       | North Battleford (SJHL)               |
| 189  | Fredrik Loven       | Suède              | Jets de Winnipeg       | Djurgardens IF Stockholm (Elitserien) |
| 190  | Greg Hart           | Canada             | Canadiens de Montréal  | Blazers de Kamloops (WHL)             |
| 191  | Milan Kostolny      | Slovaquie          | Whalers de Hartford    | Red Wings Junior de Détroit (OHL)     |
| 192  | Filip Kuba          | République tchèque | Panthers de la Floride | HC Vitkovice (Extraliga)              |
| 193  | Andreï Kovechnikov  | Ukraine            | Stars de Dallas        | Kiev (Ukraine)                        |
| 194  | Ryan Kraft          | États-Unis         | Sharks de San José     | Université de Minnesota (NCAA)        |
| 195  | Ilia Gorokhov       | Russie             | Rangers de New York    | Torpedo Iaroslavl (Superliga)         |
| 196  | Tyler Willis        | Canada             | Canucks de Vancouver   | Broncos de Swift Current (WHL)        |
| 197  | Mark Murphy         | États-Unis         | Maple Leafs de Toronto | Équipe Junior B de Stratford          |
| 198  | Mike Zanutto        | Canada             | Sabres de Buffalo      | Generals d'Oshawa (OHL)               |
| 199  | Vassili Tourkovski  | Russie             | Capitals de Washington | HK CSKA Moscou (Superliga)            |
| 200  | Frederic Henry      | Canada             | Devils du New Jersey   | Bisons de Granby (LHJMQ)              |
| 201  | Casey Hankinson     | États-Unis         | Blackhawks de Chicago  | Golden Gophers du Minnesota (NCAA)    |
| 202  | Sergueï Louchinkine | Russie             | Stars de Dallas        | HK Dinamo Moscou (Superliga)          |
| 203  | Sergueï Joukov      | Biélorussie        | Bruins de Boston       | Torpedo Iaroslavl (Superliga)         |
| 204  | Rouslan Chafikov    | Russie             | Flyers de Philadelphie | Salavat Ioulaïev Oufa (Superliga)     |
| 205  | Derek Bekar         | Canada             | Blues de Saint-Louis   | Paper Kings de Powell River (BCJHL)   |
| 206  | Sergueï Voronov     | Russie             | Penguins de Pittsburgh | HK Dinamo Moscou (Superliga)          |
| 207  | Tomi Hirvonen       | Finlande           | Avalanche du Colorado  | Ilves Jrs. (SM-liiga)                 |
| 208  | Andreï Samokhvalov  | Russie             | Red Wings de Détroit   | Torpedo Oust-Kamenogorsk (Superliga)  |

### 9etour
| Rang | Joueur           | Nationalité        | Équipe LNH             | Repêché de                             |
| ---- | ---------------- | ------------------ | ---------------------- | -------------------------------------- |
| 209  | Libor Zabransky  | République tchèque | Blues de Saint-Louis   | HC České Budějovice (Extraliga)        |
| 210  | Dave MacDonald   | Canada             | Islanders de New York  | Wolves de Sudbury (OHL)                |
| 211  | Mike Broda       | Canada             | Islanders de New York  | Warriors de Moose Jaw (WHL)            |
| 212  | Zac Bierk        | Canada             | Lightning de Tampa Bay | Petes de Peterborough (OHL)            |
| 213  | Jiri Antonin     | République tchèque | Oilers d'Edmonton      | HC Pojišťovna IB Pardubice (Extraliga) |
| 214  | Robert DeCiantis | Canada             | Jets de Winnipeg       | Rangers de Kitchener (OHL)             |
| 215  | Brian Stewart    | Canada             | Kings de Los Angeles   | Greyhounds de Sault Ste. Marie (OHL)   |
| 216  | Éric Houde       | Canada             | Canadiens de Montréal  | Mooseheads d'Halifax (LHJMQ)           |
| 217  | Michael Rucinski | États-Unis         | Whalers de Hartford    | Red Wings Junior de Détroit (OHL)      |
| 218  | David Lemanowicz | Canada             | Panthers de la Floride | Chiefs de Spokane (WHL)                |
| 219  | Steve Lowe       | Canada             | Stars de Dallas        | Greyhounds de Sault Ste. Marie (OHL)   |
| 220  | Mikko Markkonen  | Finlande           | Sharks de San José     | TPS Jrs. (SM-liiga)                    |
| 221  | Bob Maudie       | Canada             | Rangers de New York    | Blazers de Kamloops (WHL)              |
| 222  | Jason Cugnet     | Canada             | Canucks de Vancouver   | Kelowna (BCJHL)                        |
| 223  | Daniil Markov    | Russie             | Maple Leafs de Toronto | Spartak Moscou (Superliga)             |
| 224  | Rob Skrlac       | Canada             | Sabres de Buffalo      | Blazers de Kamloops (WHL)              |
| 225  | Scott Swanson    | États-Unis         | Capitals de Washington | Lancers d'Omaha (USHL)                 |
| 226  | Colin O'Hara     | Canada             | Devils du New Jersey   | Équipe tier 2 de Winnipeg (MJHL)       |
| 227  | Michael Pittman  | Canada             | Blackhawks de Chicago  | Storm de Guelph (OHL)                  |
| 228  | Chris George     | Canada             | Avalanche du Colorado  | Sting de Sarnia (OHL)                  |
| 229  | Jonathan Murphy  | Canada             | Bruins de Boston       | Petes de Peterborough (OHL)            |
| 230  | Jeff Lank        | Canada             | Flyers de Philadelphie | Raiders de Prince Albert (WHL)         |
| 231  | Erik Kaminski    | États-Unis         | Sénateurs d'Ottawa     | Équipe Junior A de Cleveland (U.S.)    |
| 232  | Frank Ivankovic  | Canada             | Penguins de Pittsburgh | Generals d'Oshawa (OHL)                |
| 233  | Steve Shirreffs  | États-Unis         | Flames de Calgary      | École Hotchkiss (Conn.)                |
| 234  | David Engblom    | Suède              | Red Wings de Détroit   | Vallentuna (Elitserien)                |